# Bema (Einheit)
Bema war ein alt-ägyptisches Längenmaß und der Schritt, genauer der Meilenschritt. Diesen nutzten die Römer beispielsweise zur Festlegung der Stadienlänge.
- 1 Bema = 341,33 Pariser Linien = 0,77 Meter[1]

Der doppelte Bema galt als der geometrische Schritt und war fünf Fuß (1 F. = 136,49 Pariser Linien oder 0,3079 Meter) oder Pes lang.
Eine Maßkette war:
- 1 Orgyie (etwa Klafter) = 2 2/5 Bema/Schritt = 4 Pechys/Elle = 6 Fuß = 8 Spithame/Spanne = 12 Dichas/Lichas =  24 Palmen/Handbreite = 96 Dactylus/Fingerbreit = 1,847 Meter[2][3]